# Condado de Thurston (Washington)
El condado de Thurston (en inglés: Thurston County), fundado en 1854, es uno de 39 condados del estado estadounidense de Washington. En el año 2009, el condado tenía una población de 250,979 habitantes y una densidad poblacional de 110 personas por km². La sede del condado es Olympia.

## Geografía
Según la Oficina del Censo, el condado tiene un área total de 2005 km² (774,1 mi²), de la cual 4349 km² (1679,2 mi²) es tierra y 122 km² (47,1 mi²) (6.03%) es agua.

### Condados adyacentes
- Condado de Pierce (noreste)
- Condado de Lewis (sur)
- Condado de Grays Harbor (oeste)
- Condado de Mason (norte/noroeste)

### Áreas protegidas
- Bosque Nacional Snoqualmie
- Refugio Nacional de Vida Salvaje Nisqually

## Demografía
Según el censo de 2000, había 207,355 personas, 81,625 hogares y 54,933 familias residiendo en la localidad. La densidad de población era de 110 hab./km². Había 86,652 viviendas con una densidad media de 46 viviendas/km². El 85.66% de los habitantes eran blancos, el 2.35% afroamericanos, el 1.52% amerindios, el 4.41% asiáticos, el 0.52% isleños del Pacífico, el 1.69% de otras razas y el 3.85% pertenecía a dos o más razas. El 4.53% de la población eran hispanos o latinos de cualquier raza.
Los ingresos medios por hogar en la localidad eran de $46,975, y los ingresos medios por familia eran $55,027. Los hombres tenían unos ingresos medios de $40,521 frente a los $30,368 para las mujeres. La renta per cápita para el condado era de $22,415. Alrededor del 8.80% de la población estaban por debajo del umbral de pobreza.

## Transporte

### Carreteras principales
- Interestatal 5
- SR 507
- SR 510
- U.S. 12
- U.S. 101

## Localidades
| - Bucoda - Grand Mound - Lacey - Nisqually Indian Community - North Yelm - Olympia | - Rainier - Rochester - Tanglewilde - Tenino - Tumwater - Yelm |

## Otras comunidades
| - Boston Harbor - Driftwood - East Olympia - Five Corners - Gate - Griffin - Indian Summer - Kellys Corner - Lake Lawrence - Littlerock - Maytown | - Mushroom Corner - Nisqually - Offutt Lake - Saint Clair - Schneiders Prairie - South Bay - South Sound - Steamboat Island - Tono - Union Mills - Vail |